# Chyše
Chyše (deutsch Chiesch) ist eine Stadt in der tschechischen Region Karlovarský kraj.

## Geographische Lage
Die Stadt liegt in der Žluticka vrchovina (Luditzer Bergland) am Fluss Střela (Schnella), acht Kilometer nordöstlich der Stadt Žlutice (Luditz).

## Geschichte

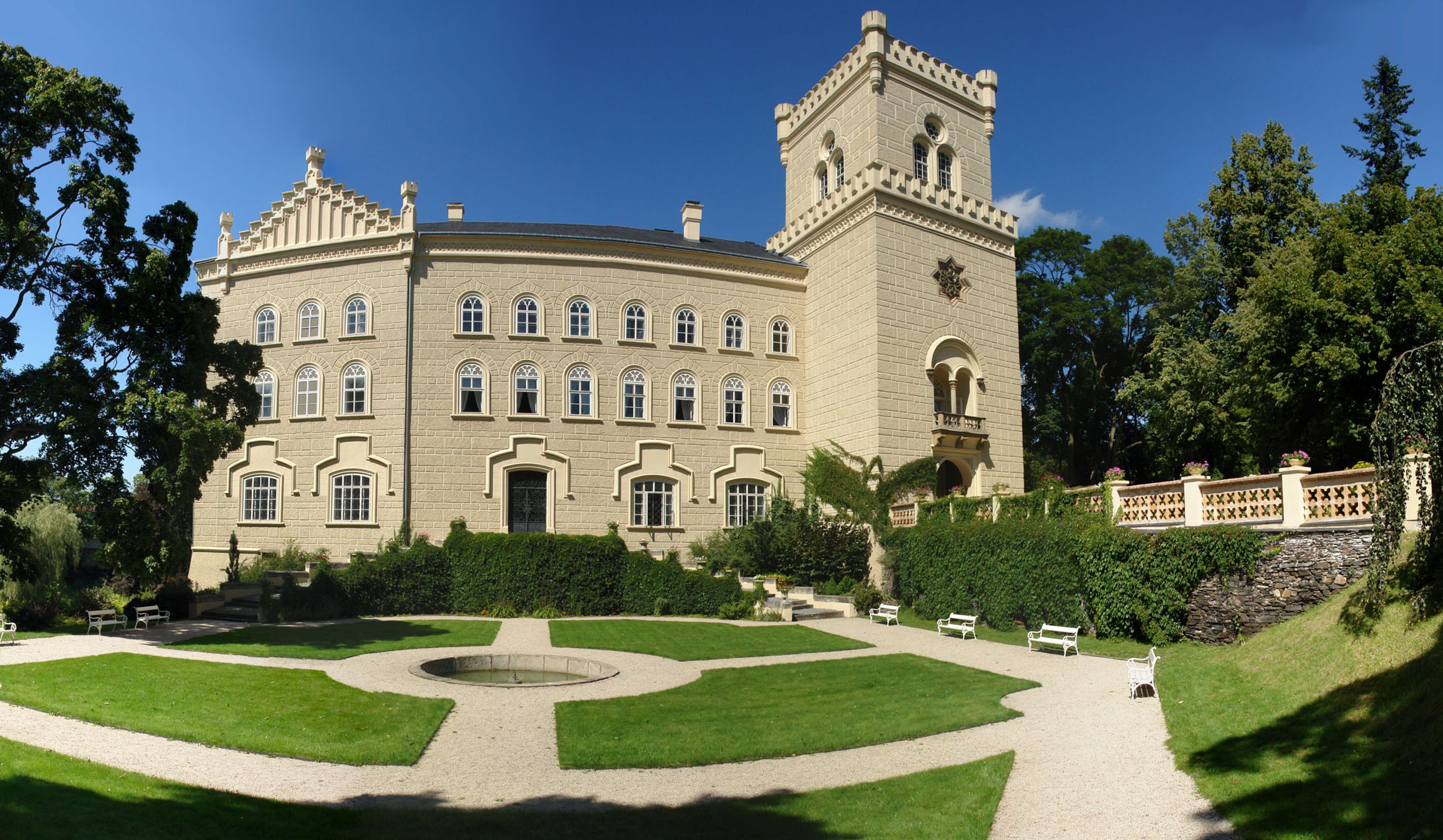
Schloss Chiesch

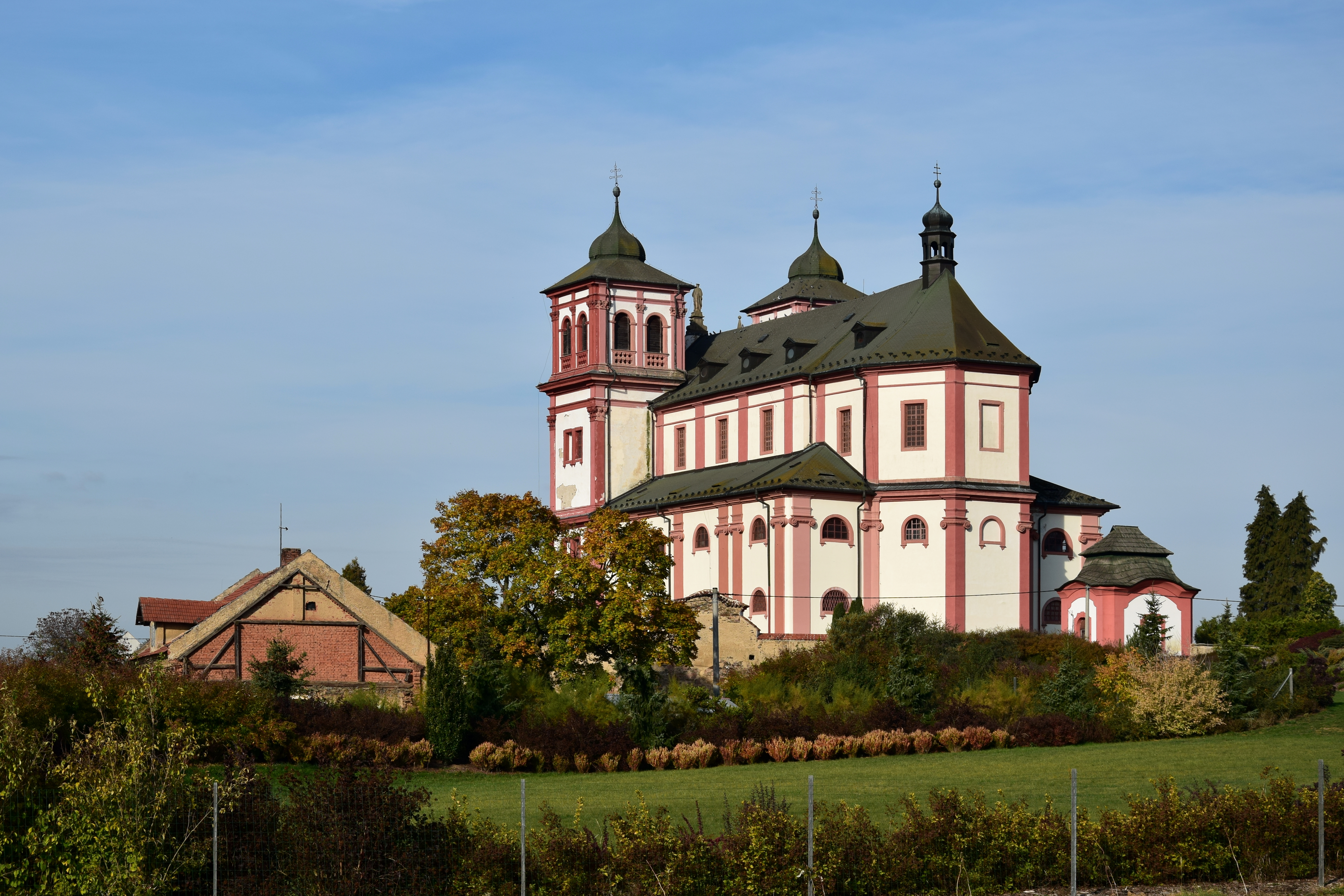
Kirche Mariä Verkündigung

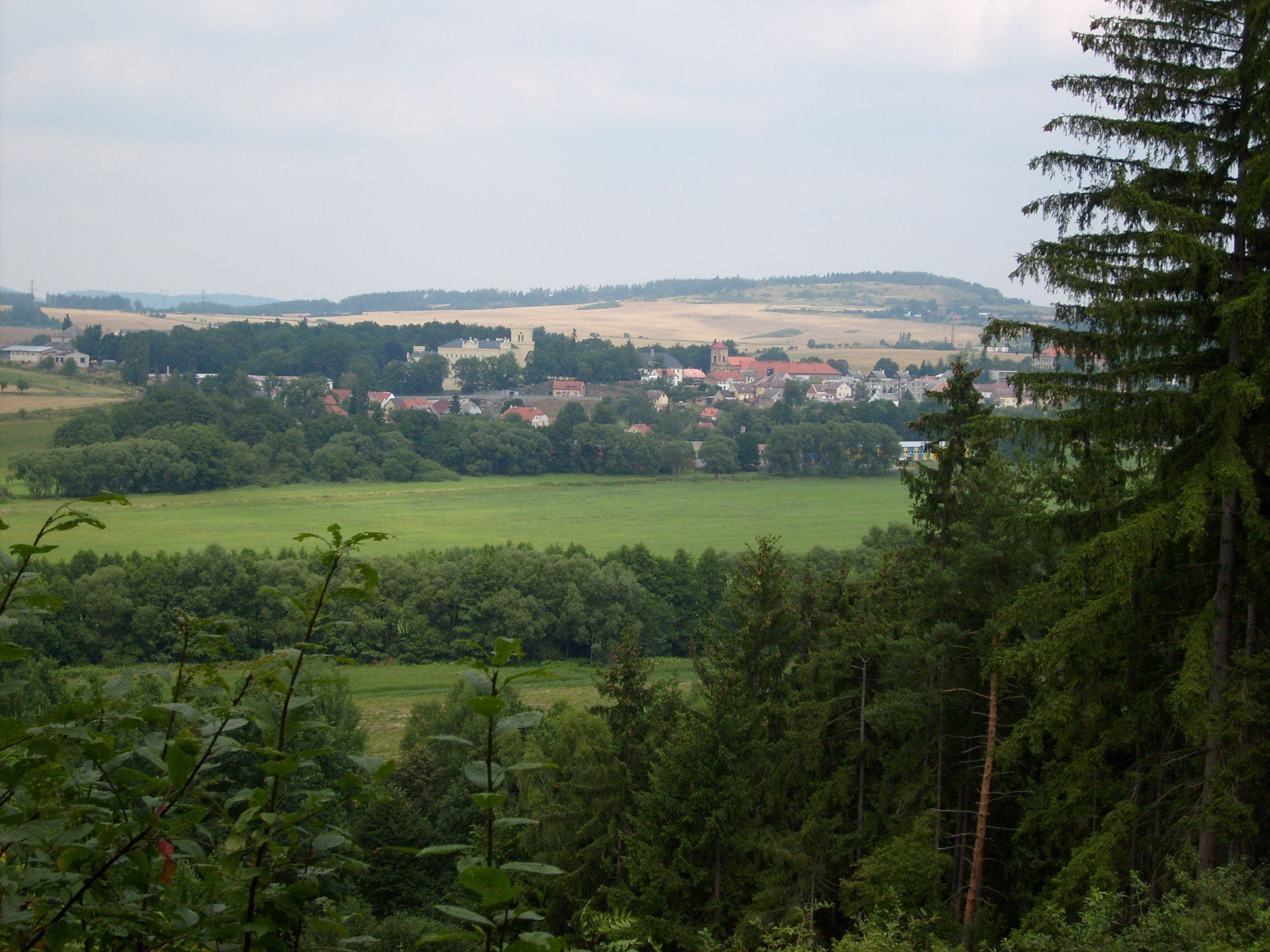
Stadtpanorama (2007)

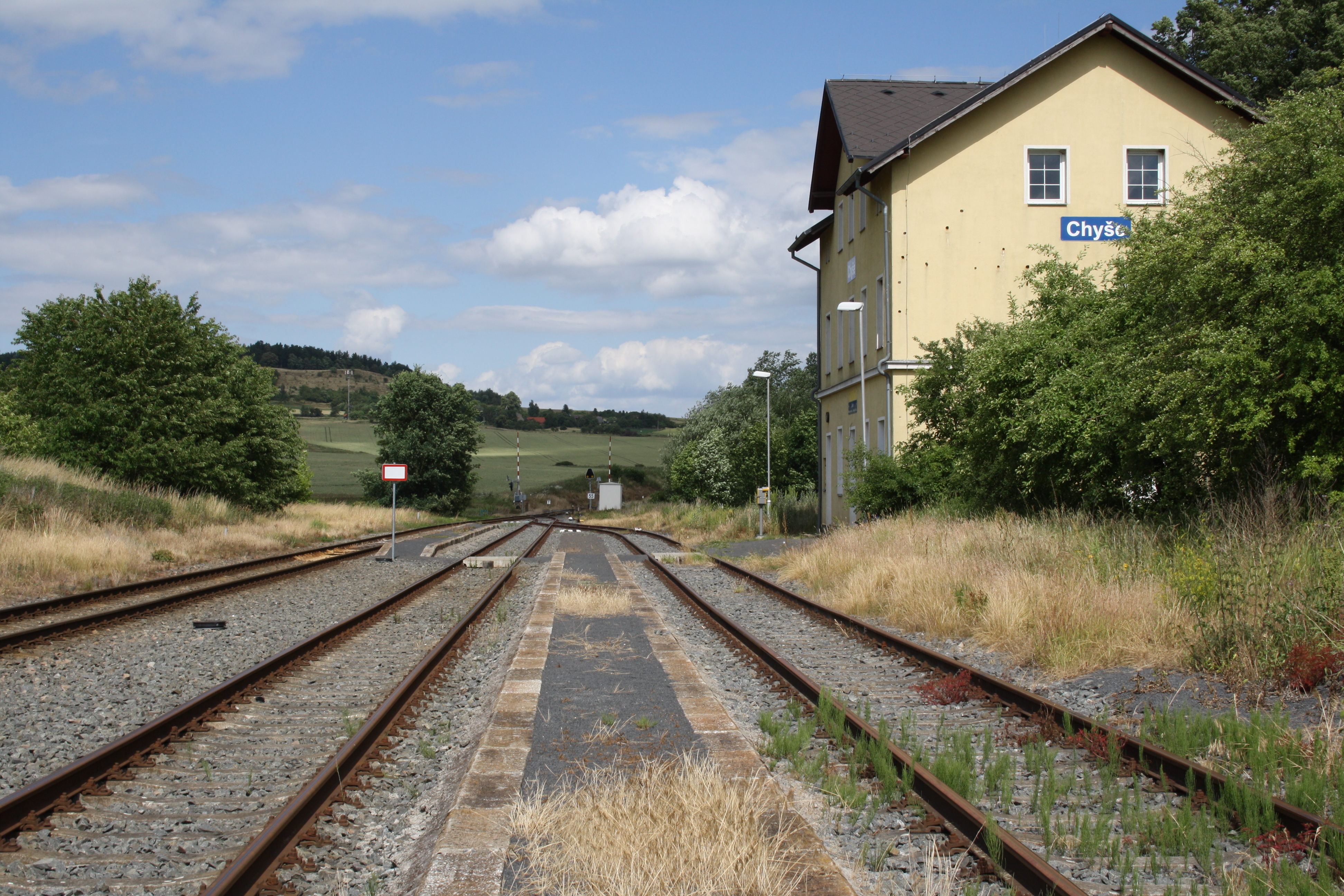
Bahnhof

1169 wurde die Ortschaft erstmals urkundlich erwähnt. Im frühen Mittelalter führte der Handelsweg von Prag nach Cheb (Eger) durch den Ort. Das Adelsgeschlecht Egerberg waren Herren von Chiesch. 1475 wurde der erbuntertänige Ort zu einem Städtchen erhoben. Ende des 15. Jahrhunderts befestigte Burian von Gutstein-Vrtba Chiesch. Sein Sohn Burian II. der Reiche gründete 1487 das Kloster mit der Kirche der Jungfrau Maria. Der letzte männliche Nachkomme war Viktorin von Gutstein. Durch die Heirat mit seiner Erbentochter Agnes kamen die Güter Chiesch, Podersam, Kriegern und Lubens 1566 an Nikolaus von Lobkowitz. Unter den von Lobkowitz wurde an der Stelle der ehemaligen gotischen Burg 1578 das Renaissance-Schloss Chiesch erbaut.  
1579 erhielt das Gut Ferdinand Rensperger von Ronsberk und 1587 Griselda, Witwe Adams I. von Schwanberg. Letztere übergab es ihrem Sohn Bohuchval Berka von Dubá, der 1619/20 als Oberstburggraf unter Friedrich V. fungierte. Nach der Schlacht am Weißen Berg floh Berka von Dubá außer Landes und wurde in Abwesenheit zum Tode verurteilt. 1622 gelangte das konfiszierte Gut an Freiherr Georg Wilhelm Michna von Waizenau, der 1627 in Chiesch das Karmelitenkloster wiederherstellte. 1664 versteigerten seine Erben den Besitz an Wilhelm Albrecht Krakovský, der es seiner Tochter Anna Ludmilla übergab. Nach ihrem Tode erbte es ihr Bruder Johann Franz Krakovský von Kolowart, gefolgt von seinem Sohn Wilhelm Albrecht.  
1747 veräußerte Graf Joseph Krakovský von Kolowrat das Gut Chiesch für 157.000 fl. an Wenzel Leopold Putz von Breitenbach. Sein Sohn Freiherr Franz Xaver Putz von Breitenbach musste die Herrschaft 1766 wegen finanzieller Schwierigkeiten verkaufen. Es gelangte durch Versteigerung an den Grafen Prokop I. Lazansky für 110.400 fl., dessen Familie es bis Ende des Zweiten Weltkrieges in Besitz hatte. Im Zuge der Josephinischen Reformen wurde das Karmelitenkloster 1786 aufgehoben und die ehemalige Klosterkirche Maria Schnee zur Pfarrkirche bestimmt.
Die ursprüngliche Patrimonialgerichtsbarkeit wurde im Kaisertum Österreich nach den Revolutionsjahren 1848/49 aufgehoben. Seit 1850 gehörte Chiesch zum Gerichtsbezirk Luditz. Der Gerichtsbezirk Luditz bildete im Zuge der Trennung der politischen von der judikativen Verwaltung ab 1868 gemeinsam mit dem von Buchau den Bezirk Luditz. Nach Ende des Ersten Weltkriegs war Chiesch 1919 der neu geschaffenen Tschechoslowakei zugeschlagen worden. Im Jahr 1921 wurden in Chiesch 1126 Einwohner gezählt, von denen 1046 Deutsche waren. Aufgrund des Münchner Abkommens gehörte Chiesch von 1938 bis 1945 zum Landkreis Luditz, Regierungsbezirk Eger, im Reichsgau Sudetenland des Deutschen Reichs. Nach Ende des Zweiten Weltkriegs wurden die Deutschen, die fast ausschließlich die Bevölkerung der Stadt gestellt hatten, aus Chiesch vertrieben. Das Stadtrecht wurde entzogen. Seit dem 22. Juni 2007 besitzt Chyše wieder Stadtrechte. 

### Demographie
Bis 1945 war Chiesch überwiegend von Deutschböhmen besiedelt, die vertrieben wurden.
| Jahr | Einwohner | Anmerkungen                                                |
| ---- | --------- | ---------------------------------------------------------- |
| 1785 | 0 k. A.   | 157 Häuser                                                 |
| 1830 | 1461      | in 220 Häusern                                             |
| 1847 | 1850      | in 230 Häusern, davon zwölf von jüdischen Familien bewohnt |
| 1900 | 1313      | deutsche Einwohner                                         |
| 1921 | 1126      | davon 1046 Deutsche                                        |
| 1930 | 1211      | [ 9 ]                                                      |
| 1939 | 1156      | [ 9 ]                                                      |

| Jahr      | 1950 | 1961 | 1970 | 1980 | 1991 | 2001 | 2011 |
| Einwohner | 710  | 653  | 596  | 563  | 545  | 500  | 481  |

## Stadtgliederung
Die Stadt Chyše besteht aus den Ortsteilen Chyše (Chiesch), Chýšky (Spitzberg), Čichořice (Sicheritz), Číhání (Tschihana), Dvorec (Wurz), Jablonná (Jablon), Luby (Lub), Podštěly (Badstübel), Poříčí (Poritsch), Radotín (Radotin) und Žďárek (Scheer). Grundsiedlungseinheiten sind Chyše, Čichořice, Dvorec, Jablonná, Luby, Nová Teplice (Neu Teplitz), Podštěly, Poříčí, Radotín und Žďárek. Zu Chyše gehört außerdem die Wüstung Jezerov (Jeserau).
Das Gemeindegebiet gliedert sich in die Katastralbezirke Chyše, Čichořice, Jablonná u Chyší, Podštěly, Radotín u Chyší und Žďárek u Chyší.

## Sehenswürdigkeiten
- Klosterkirche der Jungfrau Maria, 1693
- Kloster der Karmeliter, 1627 bis 1679
- Kapelle des Heiligen Johann Nepomuk, 1925
- Barock-Kapelle der Heiligen Anna, 18. Jahrhundert
- Kirche Mariä Verkündigung, 17. Jahrhundert, auf dem Friedhof
- Schloss Chyše 1697 bis 1708
- Ruine der Synagoge

## Persönlichkeiten
- Franz Brehm (1861–1941), Bürgermeister und Ehrenbürger von Chiesch
- Karel Čapek (1890–1938), tschechischer Schriftsteller; unterrichtete 1917 den jungen Prokop IV. Lažanský
- Eddy Fischer (1916–1992), deutscher Bühnenplastiker
- Herbert Zimmermann (* 1944), deutscher Neurowissenschaftler und Hochschullehrer

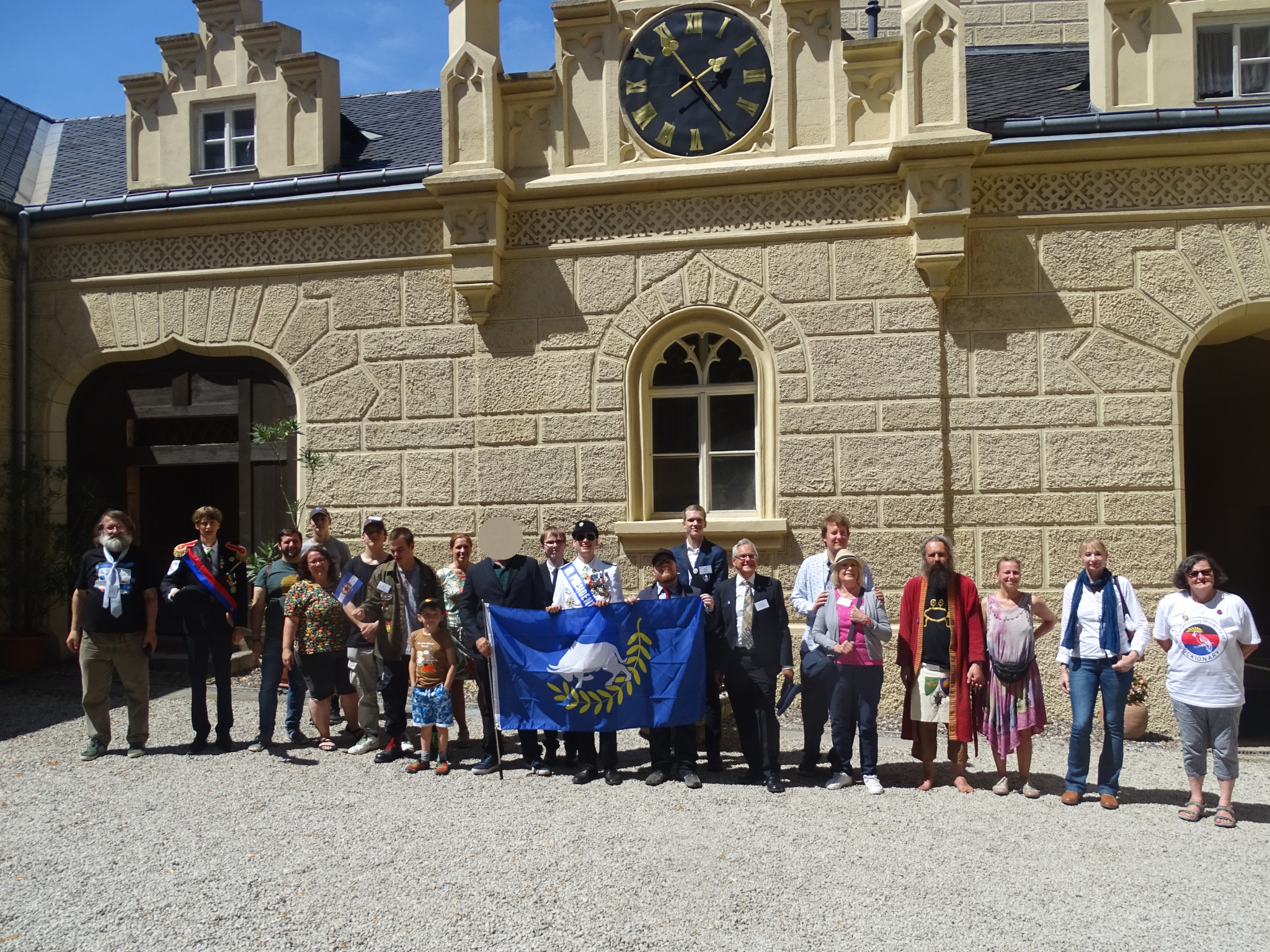
Micro Euro Summit 2023 Chyše

## Mikronationale Gipfeltreffen
Im Juni 2022 fand auf Schloss Chyše erstmals ein Treffen für nicht anerkannte Nationen, sogenannte Mikronationen statt.
Vom 14. bis zum 16. Juli 2023 wurde dieses Gipfeltreffen, welches unter dem Namen Micro Euro Summit bekannt ist, mit 25 Teilnehmern wieder in Chyše abgehalten. Im Jahr 2024 fand eine Wiederholung der Veranstaltung mit 30 teilnehmenden Personen erneut in Chyše statt.